# Государственный суд Лихтенштейна
Госуда́рственный су́д Лихтенште́йна (нем. Staatsgerichtshof, StGHG) — орган конституционного правосудия Княжества Лихтенштейн. Является судом публичного права специально учреждённым для охраны конституционных прав граждан, разрешения споров о компетенции между судами и административными властями, также он выполняет задачи дисциплинарного суда по делам о должностных правонарушениях членов Правительства.

## История
Государственный суд образован в 1921 году с принятием новой Конституции и явился результатом компромисса между Князем Иоганном II и политическими кругами Лихтенштейна, направленными на ограничение княжеских полномочий. Конституция 1921 года создала собственную судебную систему, ранее правосудие в стране вершили австрийские суды: Высший земельный суд Инсбрука и Верховный суд в Вене.

## Состав
Государственный суд состоит из пяти судей и пяти запасных членов, необходимых для замены в случае непредвиденных обстоятельств. Члены суда избираются Ландтагом на пятилетний срок. Президент, вице-президент и один судья, а также три запасных члена должны быть исключительно уроженцами Лихтенштейна. Двух оставшихся судей по традиции назначают из юристов со швейцарским и австрийским гражданством. По крайней мере трое судей и трое запасных членов должны быть профессиональными юристами. Выбранная кандидатура Президента суда подлежит последующему утверждению Князем.

## Полномочия
Государственный суд решает следующие вопросы:
- осуществляет защиту гарантированных Конституцией прав человека;
- рассматривает вопросы о конституционности законов, международных договоров и актов Правительства;
- рассматривает споры о компетенции между судами и административными органами;
- рассматривает жалобы, связанные с проведением выборов;
- рассматривает дела, связанные с процедурой импичмента министров.